# 조립식 건물

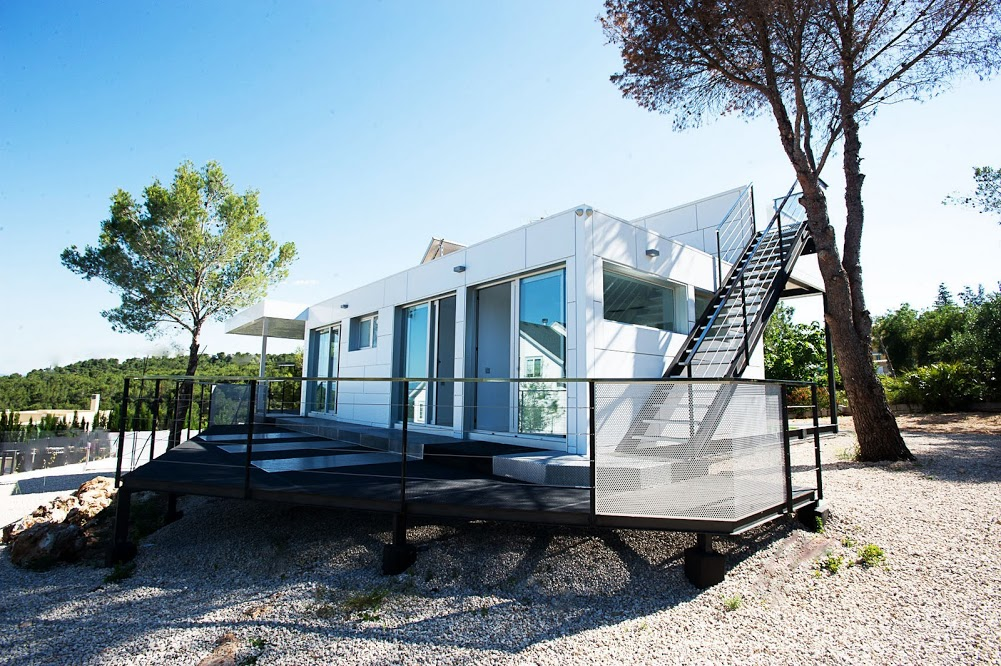
스페인 발렌시아의 프리패브리케이션 처리가 된 집

조립식 건물, 모듈식 건물, 모듈러 건물은 모듈이라고 불리는 반복적인 부분으로 구성된 건물이다. 모듈화에는 건축 현장에서 떨어진 곳에 섹션을 구성한 다음 이를 의도한 현장으로 전달하는 것이 포함된다. 조립식 섹션의 설치가 현장에서 완료되었다. 조립식 섹션은 때때로 기중기를 사용하여 배치된다. 모듈은 나란히, 끝에서 끝까지 또는 쌓아서 배치할 수 있으므로 다양한 구성과 스타일이 가능하다. 배치 후 모듈은 상호 연결이라고도 하는 모듈 간 연결을 사용하여 결합된다. 상호 연결은 개별 모듈을 함께 묶어 전체 건물 구조를 형성한다.

## 용도
모듈식 건물은 건설 캠프, 학교 및 교실, 민간 및 군용 주택, 산업 시설과 같은 장기, 임시 또는 영구 시설에 사용될 수 있다. 모듈식 건물은 BAS 남극 탐험에 사용되는 Halley VI 수용 포드와 같이 기존 건축이 합리적이거나 불가능할 수 있는 외딴 시골 지역에서 사용된다. 다른 용도로는 교회, 의료 시설, 판매 및 소매 사무실, 패스트푸드 레스토랑, 유람선 건설 등이 있다. 허리케인과 같이 날씨가 우려되는 지역에서도 사용할 수 있다. 모듈식 건물은 행사 시 화장실과 재계 시설을 포함한 임시 시설을 제공하는 데 자주 사용된다. 건물의 이동성은 임대 회사와 고객 모두에게 인기가 있다. 모듈식 건물을 사용하면 기존 시설을 이용할 수 없거나 행사 참석자 수를 지원할 수 없는 장소에서도 행사를 개최할 수 있다.

## 같이 보기
- 모듈러 설계
- 프리패브리케이션
- 오픈 소스 하드웨어
- 레크리에이션 차량
- 작은 집 운동